# Globicephalinae
De Globicephalinae vormen een subfamilie binnen de familie van de dolfijnen (Delphinidae). Deze oceanische dolfijnen zijn groter dan de meeste andere dolfijnsoorten en hebben een zwarte of donkere kleur. Alle vertegenwoordigers hebben een robuuste bouw en afgeronde snuit.
Soorten binnen deze subfamilie zijn de grienden (Globicephala spp.), de dwerggriend (Feresa attenuata), de zwarte zwaardwalvis (Pseudorca crassidens) de witlipdolfijn (Peponocephala electra) en de gramper (Grampus grisseus).